# Winter-Paralympics 2018/Teilnehmer (Island)
| stlisierte Goldmedaille | stlisierte Silbermedaille | stlisierte Bronzemedaille |
| ----------------------- | ------------------------- | ------------------------- |
| —                       | —                         | —                         |

Island hat bei den Winter-Paralympics 2018 in Pyeongchang einen Athleten an den Start geschickt.

## Sportarten

### Ski Alpin
| Athlet                | Klasse | Wettbewerb            | Lauf 1  | Lauf 1    | Lauf 1 | Lauf 2  | Lauf 2    | Lauf 2 | Gesamt  | Gesamt    | Gesamt |
| Athlet                | Klasse | Wettbewerb            | Zeit    | Differenz | Rang   | Zeit    | Differenz | Rang   | Zeit    | Differenz | Rang   |
| Männer                | Männer | Männer                | Männer  | Männer    | Männer | Männer  | Männer    | Männer | Männer  | Männer    | Männer |
| --------------------- | ------ | --------------------- | ------- | --------- | ------ | ------- | --------- | ------ | ------- | --------- | ------ |
| Hilmar Snær Örvarsson | LW2    | Slalom, stehend       | 58,32   | +9,81     | 17     | 52,27   | +4,85     | 7      | 1:50,59 | +14,48    | 13     |
| Hilmar Snær Örvarsson | LW2    | Riesenslalom, stehend | 1:15,03 | +9,33     | 26     | 1:14,79 | +9,35     | 20     | 2:29,82 | +17,35    | 20     |